# 玛格达莱娜·巴莱里奥
玛格达莱娜·巴莱里奥·科尔德罗（西班牙語：Magdalena Valerio Cordero；1959年9月27日—）是西班牙工人社会党女性政治人物，历任卡斯蒂利亚-拉曼恰自治區政府多部门的部长、第一次桑切斯内阁中的劳动、移民与社会保障大臣。

## 生平

### 早年
1959年9月27日出生于卡塞雷斯省托雷莫查，父亲是国民警卫队队员。她在埃纳雷斯堡劳动大学完成高中学业，后进入马德里康普顿斯大学学习法律，1985年毕业。1986年至1990年在马德里委拉斯开兹-亚当斯研究中心工作，担任劳动和社会保障部门的协调员。1989年与身为法院法官的丈夫搬到瓜达拉哈拉居住，同年加入西班牙工人社会党。

### 政治生涯
在1999年的地方选举中，她当选为瓜达拉哈拉市议会的议员，并于2003年成功连任。2005年至2010年间，历任卡斯蒂利亚-拉曼恰自治区政府劳工部、旅游部、公共行政与司法部部长。在2007年地方选举中，她当选卡斯蒂利亚-拉曼恰自治区瓜达拉哈拉选区议员。
在2011年西班牙大选中，她当选西班牙众议院瓜達拉哈拉选区议员。

### 劳动大臣
在2018年西班牙政府不信任案公决后，人民党主席拉霍伊被迫辞职，工人社会党总书记桑切斯成为新任西班牙首相。在重组内阁中，他被任命为发展大臣。6月7日出席了萨苏埃拉宫就职仪式。
2019年初，她宣布了劳动部2019年的工作目标。其中之一是彻底打击和遏制自雇人士打工，即华人俗称的“老板居留”现象。她认为，私人打工者缴纳的社保金额远低于普通雇员，对国家社保收入造成了巨大损失，进而造成了工作不平等现象。